# Christina Vidal
Christina Vidal (* 18. November 1981 in Queens, New York City) ist eine US-amerikanische Schauspielerin und Sängerin.

## Leben und Leistungen
Vidal ist puerto-ricanischer Abstammung. Sie plante zuerst eine Karriere als Sängerin und Tänzerin; bereits als Kind trat sie auf. Sie besuchte die New Yorker Fiorello H. LaGuardia High School of Music & Art and Performing Arts. Im Alter von 17 Jahren wurde sie Mitglied der Girlgroup Gemstone.
Für die Rolle in der Komödie Hilfe! Jeder ist der Größte (1993), in der Vidal an der Seite von Michael J. Fox spielte, erhielt sie 1994 den Young Artist Award in zwei Kategorien. In den Jahren 2001 bis 2002 war sie in der Fernsehserie Taina in der Hauptrolle von Taina Maria Morales zu sehen. Für diese Rolle wurde sie 2002 für den ALMA Award nominiert. In der Komödie Freaky Friday – Ein voll verrückter Freitag (2003) spielte sie die Rolle von Maddie, einer Freundin von Anna Coleman, die Lindsay Lohan verkörperte. Im Horrorfilm See No Evil (2006) spielte sie eine der größeren Rollen. Des Weiteren absolvierte sie mehrere Gastauftritte in Fernsehserien wie Monk, Dr. House und Fairly Legal.
Ihre ältere Schwester Lisa (* 1965) ist ebenfalls Schauspielerin.

## Filmografie (Auswahl)
- 1993: Hilfe! Jeder ist der Größte (Life with Mikey)
- 1995: Willkommen im Tollhaus (Welcome to the Dollhouse)
- 1997–1998: Nick Freno: Licensed Teacher (Fernsehserie, 21 Folgen)
- 1998: Soulskater – Vier Freunde auf Rollen (Brink!)
- 1999: Ein Hauch von Himmel (Touched by an Angel, Fernsehserie, Folge 5x25)
- 2001–2002: Taina (Fernsehserie, 26 Folgen)
- 2003: Chasing Papi
- 2003: Freaky Friday – Ein voll verrückter Freitag (Freaky Friday)
- 2003–2004: 10-8: Officers on Duty (Fernsehserie, 14 Folgen)
- 2006: See No Evil
- 2007: Ich glaub, ich lieb meine Frau (I Think I Love My Wife)
- 2008: Mask of the Ninja
- 2009: In Plain Sight – In der Schusslinie (In Plain Sight, Folge 3x08)
- 2009: Monk (Folge 8x12)
- 2009–2010: Dr. House (House, 2 Folgen)
- 2010: Castle (Folge 3x07)
- 2010: Der Magier (Magic Man)
- 2011: Fairly Legal (Folge 1x07)
- 2011: Things We Do for Love (Folge 1x03)
- 2014: Stalker (Folge 1x08)
- 2015: Being Mary Jane (Folge 2x11)
- 2015: The Player (Folge 1x7)
- 2015–2016: Code Black (7 Folgen)
- 2016: limitless (2 Folgen)
- 2016: Blue Bloods (Folge 6x22)
- 2016: The Night Shift (Folge 3x12)
- 2017: Training Day (Fernsehserie, 10 Folgen)
- 2017: The Keeping Hours
- 2018: Sneaky Pete (Fernsehserie, 4 Folgen)
- 2019: 7 Days to Vegas
- 2019: Grand Hotel (Fernsehserie, 4 Folgen)
- 2020: United We Fall (Fernsehserie, 8 Folgen)
- 2021: The Guilty
- 2021: Der Therapeut von nebenan (The Shrink Next Door, Fernsehserie, Folge 1x04)
- 2022: The Terminal List – Die Abschussliste (The Terminal List, Fernsehserie)
- 2025: Freakier Friday